# Čínská průmyslová a obchodní banka
Čínská průmyslová a obchodní banka (anglicky Industrial and Commercial Bank of China, ICBC, čínsky pchin-jinem Zhōngguó Gōngshāng Yínháng, znaky zjednodušené 中国工商银行) je banka sídlící v čínském hlavním městě Pekingu. Byla založena 1. ledna 1984. Od roku 2007 je největší světovou bankou podle tržní kapitalizace. Patří mezi takzvanou velkou čtyřku čínských státních bankovních domů spolu s Bank of China, China Construction Bank a Agricultural Bank of China. Více než 70 % akcií vlastní čínská vláda. Akcie jsou obchodovány na Hongkongské burze a Šanghajské burze.
Firma má okolo 460 000 zaměstnanců, v jejím čele stojí od roku 2016 I Chuej-man. Za rok 2013 vykázala zisk 55 miliard amerických dolarů. Jejími zákazníky je 2,5 milionu firem a 150 milionů jednotlivců. V roce 2008 jako první čínská finanční instituce přijala soubor zásad pro ekologicky a sociálně šetrné bankovnictví Equator Principles.
ICBC má zahraniční filiálky v Hongkongu, Tokiu, Soulu, Pusanu, Singapuru, Frankfurtu nad Mohanem, Lisabonu, Lucemburku, Moskvě, New Yorku a Sydney. V roce 2017 obdržela banka licenci na otevření pobočky v České republice. Zřídila také investiční fond pro financování infrastrukturních projektů v zemích střední a východní Evropy.

## Pračka nelegálních peněz
V roce 2018 Federální rezervní systém Spojených států (Federal Reserve System) odhalil, že newyorská pobočka ICBC má značné nedostatky v uplatňování opatření proti praní špinavých peněz, které každé bance udává zákon. Roku 2020 byli zatčeni a odsouzeni čtyři bývalí vysoce postavení zaměstnanci banky ve Španělsku, jako výsledek „Operace Had“ („Operation Snake“), na níž spolupracovalo několik nadnárodních organizací včetně Europolu. Španělská policie, která začala vyšetřovat případ v roce 2016, se zaměřovala na to, jak zločinci perou desítky milionů čínských aktiv prostřednictvím nelegálního dovozu do Evropy.
Madridská pobočka čínské banky ICBC fungovala jako pračka obnosů z podvodů a peněz od dalších vyšetřovaných zločineckých organizací. Banka se snažila podezřelé transakce zakrýt tím, že jednotlivé platby dělila na částku menší než tu, kterou je již nutno prověřit (ve Španělsku je to 50 000 eur, tedy 1,3 milionu korun). Mezi lety 2011 a 2014 bylo do země v taškách, batozích a krabicích dovezeno 90 milionů eur, která pak byla postupně vkládána na účty.